# Øyvind Skaanes
Øyvind Skaanes (* 29. Mai 1968) ist ein ehemaliger norwegischer Skilangläufer.

## Werdegang
Skaanes hatte seinen ersten internationalen Erfolg bei den Nordischen Junioren-Skiweltmeisterschaften 1987 in Asiago. Dort gewann er die Bronzemedaille über 30 km. Sein Debüt im Skilanglauf-Weltcup hatte er im Februar 1989 bei den nordischen Skiweltmeisterschaften 1989 in Lahti, das er auf dem 30. Platz über 15 km Freistil beendete. Zu Beginn der Saison 1989/90 holte er in Soldier Hollow mit Platz 13 über 15 km klassisch seine ersten Weltcuppunkte. Es folgten zwei Top-Zehn-Platzierungen und er erreichte damit den 19. Platz im Gesamtweltcup. Zudem siegte er in der Saison in Vang mit der Staffel und belegte in Örnsköldsvik den zweiten Platz mit der Staffel. In der folgenden Saison kam er mit zwei Top-Zehn-Platzierungen auf den 26. Platz im Gesamtweltcup. Beim Saisonhöhepunkt, den nordischen Skiweltmeisterschaften 1991 im Val di Fiemme, gewann er die Goldmedaille mit der Staffel. Zudem errang er dort den 33. Platz über 50 km Freistil und den 15. Platz über 30 km klassisch. Anfang März 1991 triumphierte er in Lahti mit der Staffel. In der Saison 1996/97 kam er im Weltcup dreimal unter die ersten Zehn. Dabei erreichte er in Oberstdorf mit dem sechsten Platz über 30 km klassisch sein bestes Resultat im Weltcupeinzel. Im März 1997 belegte er in Falun den zweiten Platz mit der Staffel. Bei den nordischen Skiweltmeisterschaften 1997 in Trondheim gelang ihm der 34. Platz über 50 km klassisch. Die Saison beendete er auf dem 20. Platz im Gesamtweltcup, auf dem 18. Rang im Sprintweltcup und auf dem 16. Platz im Langdistanzweltcup. Zu Beginn seiner letzten Weltcupsaison 1997/98 kam er in Beitostølen auf den dritten Platz mit der Staffel. Im Januar 1998 gewann er beim Continental-Cup in Åsarna über 10 km klassisch. Sein letztes Weltcuprennen absolvierte er im März 1998 in Oslo, das er auf dem 28. Platz über 50 km klassisch beendete. Bei norwegischen Meisterschaften siegte er im Jahr 1999 mit der Staffel von Strindheim IL und im Jahr 1990 über 50 km.

## Siege bei Continental-Cup-Rennen
| Nr. | Datum          | Ort    | Disziplin       | Serie           |
| --- | -------------- | ------ | --------------- | --------------- |
| 1.  | 3. Januar 1998 | Åsarna | 10 km klassisch | Continental-Cup |

## Weltcup-Gesamtplatzierungen
| Saison  | Gesamt | Gesamt | Langdistanz | Langdistanz | Sprint | Sprint |
| Saison  | Punkte | Platz  | Punkte      | Platz       | Punkte | Platz  |
| ------- | ------ | ------ | ----------- | ----------- | ------ | ------ |
| 1989/90 | 23     | 19.    | –           | –           | –      | –      |
| 1990/91 | 18     | 26.    | –           | –           | –      | –      |
| 1991/92 | –      | –      | –           | –           | –      | –      |
| 1992/93 | 18     | 62.    | –           | –           | –      | –      |
| 1995/96 | 11     | 64.    | –           | –           | –      | –      |
| 1996/97 | 142    | 20.    | 66          | 16.         | 76     | 18.    |
| 1997/98 | 70     | 34.    | 9           | 51.         | 61     | 26.    |